# Рияд Шарахили
Рияд Мохаммед Мохаммед Хусайми Шарахили (араб. رياض محمد محمد حسامي شراحيلي‎; род. 28 апреля 1993, Эр-Рияд) — саудовский футболист, полузащитник клуба Неом и сборной Саудовской Аравии.

## Игровая карьера

### Клубная карьера
Шарахили является воспитанником клуба «Ан-Наср», но за основную команду не сыграл ни одного матча. В июле 2015 года перешёл в «Аль-Фатех», с которым подписал трёхлетний контракт. Дебютировал в Про-лиге 20 августа 2015 года в матче 1-го тура с «Аль-Халидж», выйдя на замену на 84-й минуте игры; матч закончился победой «Аль-Фатеха» со счётом 2:0.
Отыграв три сезона за «Аль-Фатех», 10 июля 2018 года перешёл в «Аль-Таи».
В марте 2019 года перешёл в клуб «Аль-Фейсали», за который так и не сыграл ни одного матча. 12 июля 2019 года присоединился к клубу «Аль-Адалах», с которым подписал однолетний контракт.
9 сентября 2020 года перешёл в клуб «Абха», с которым подписал двухлетний контракт, а в июле 2021 года Шарахили продлил контракт с этой командой на три сезона.
28 января 2023 года перешёл в «Аш-Шабаб», с которым подписал четырёхлетний контракт.
18 июля 2024 года перешёл в «Неом».

### Карьера в сборной
Осенью 2022 года вошёл в состав сборной Саудовской Аравии на чемпионат мира 2022 года; на турнире сыграл более 60 минут в матче со сборной Мексики (1:2).